# Martijn Teerlinck
Martijn William Zimri Teerlinck, ook bekend onder de artiestennamen The Child of Lov en Cole Williams, (Lendelede, 31 maart 1987 – Amsterdam, 10 december 2013) was een in België geboren Nederlands zanger, muzikant en dichter.
Teerlinck werd geboren in het West-Vlaamse Lendelede, maar groeide op in Alkmaar en Amsterdam. Het was dan ook in Amsterdam dat hij literatuurwetenschap en Italiaans studeerde aan de universiteit en begon met dichten. Als slamdichter won hij (met Daan Doesborgh ex aequo) in 2010 het Nederlands Kampioenschap Poetry Slam.
Zijn debuutsingle als zanger, Heal, werd op 26 november 2012 uitgebracht door Domino Records' zusterlabel Double Six. De bijbehorende videoclip was opgenomen in Atlanta. Zijn tweede single Give Me kwam uit in januari 2013. In mei van dat jaar kwam zijn debuutalbum The Child of Lov uit. De muzikale stijl valt te benoemen als funk en r&b. Daniel Dumile en Blur-frontman Damon Albarn werkten mee en zijn te horen op dit album.
Door zijn broze gezondheid (hij leed aan het syndroom van Marfan) moest Teerlinck eind 2013 geopereerd worden aan zijn aorta. Hij overleed na complicaties op 26-jarige leeftijd.
In mei 2014 verscheen postuum zijn debuut als dichter, de bundel Ademgebed, bezorgd door de dichter Erik Jan Harmens, die ook het voorwoord schreef.